# SK Dnipro-1 (piłka nożna kobiet)
SK Dnipro-1 (ukr. ЖСК «Дніпро-1» Дніпро) – ukraiński klub piłki nożnej kobiet, mający siedzibę w mieście Dniepr w południowo-środkowej części kraju. W latach 2017–2019 i od sezonu 2022/23 występuje w rozgrywkach ukraińskiej Wyższej ligi.

## Historia
Chronologia nazw:
- 2008: Olimp Dniepropetrowsk (ukr. ФК «Олімп»)
- 2012: Złahoda-Olimpik Dniepropetrowsk  (ukr. ЖФК «Злагода-Олімпік»)
- 2016: Złahoda-Dnipro-1 (ukr. ЖФК «Злагода-Дніпро-1»)
- 2021: SK Dnipro-1 (ukr. ЖСК «Дніпро-1»)

Klub piłkarski Olimp został założony w Dniepropetrowsku w 2008 roku. Na początku zespół startował w rozgrywkach Mistrzostw Ukrainy w futsalu kobiet. W sezonie 2009/10 i 2011/12 klub zdobył wicemistrzostwo Ukrainy w futsalu, a w 2012/13 i 2016/17 był trzecim w końcowej klasyfikacji. Od 2012 nazywał się Złahoda-Olimpik Dniepropetrowsk.
W sezonie 2016 klub z nazwą Złahoda-Dnipro-1 zgłosił się do rozgrywek Pierwszej ligi. Najpierw po zajęciu drugiego miejsca w grupie 3 zakwalifikował się do turnieju finałowego, a potem w finale zwyciężył w grupie B i awansował do Wyższej ligi. W sezonie 2017 zajął 6.miejsce. W następnym sezonie 2017/18 spadł na 7.pozycję.
Po tym jak w marcu 2020 roku Komitet Wykonawczy UAF zatwierdził strategię rozwoju kobiecej piłki nożnej na Ukrainie na lata 2020-2024, która obejmuje w szczególności obowiązkową obecność w swojej strukturze drużyn kobiecych we wszystkich klubach UPL, klub piłkarski SK Dnipro-1 ogłosił w 2021 utworzenie kobiecej drużyny z nazwą SK Dnipro-1.

## Barwy klubowe, strój, herb, hymn
|  |  |

Klub ma barwy czerwono-białe. Piłkarki domowe spotkania zazwyczaj grają w czerwonych koszulkach, czerwonych spodenkach oraz czerwonych getrach.
Herb klubu wykonany w kształcie okrągłej czerwonej tarczy, na której umieszczona duża piłka nożna, a wokół niej podana nazwa "Piłkarski klub Złahoda". W dolnej części znajduje się flaga Ukrainy.

## Sukcesy

### Trofea międzynarodowe
Nie uczestniczył w rozgrywkach europejskich (stan na 1-05-2023).

### Trofea krajowe
| \| \| Zdobyte trofea w rozgrywkach Ukrainy (stan na: 1-05-2023) \| |                                                           |      |               |
| Rozgrywki                                                          | Osiągnięcie                                               | Razy | Sezon(y)      |
| Mistrzostwo                                                        | I miejsce                                                 | 0    |               |
| Mistrzostwo                                                        | II miejsce                                                | 0    |               |
| Mistrzostwo                                                        | III miejsce                                               | 0    |               |
| Mistrzostwo                                                        | 6.miejsce                                                 | 1    | 2017          |
| Puchar                                                             | zdobywca                                                  | 0    |               |
| Puchar                                                             | finalista                                                 | 0    |               |
| Puchar                                                             | półfinalista                                              | 1    | 2018/19       |
| II liga                                                            | I miejsce                                                 | 0    |               |
| II liga                                                            | II miejsce                                                | 1    | 2016, 2021/22 |
| II liga                                                            | III miejsce                                               | 0    |               |
| Ukraina                                                            | Zdobyte trofea w rozgrywkach Ukrainy (stan na: 1-05-2023) |      |               |

## Poszczególne sezony

### Rozgrywki międzynarodowe

#### Europejskie puchary
Nie uczestniczył w rozgrywkach europejskich (stan na 1-05-2023).

### Rozgrywki krajowe
| \| Ukraina \| Bilans występów klubu w rozgrywkach piłkarskich Ukrainy (Stan na 1 maja 2023 r.) \| \| |                                                                                  |        |       |    |   |    |    |     |     |                    |        |        |       |
| Poziom                                                                                               | Rozgrywki                                                                        | Sezony | Mecze | Z  | R | P  | B+ | B–  | Pkt | Lata               | Awanse | Spadki | Naj.  |
| I | Wyszcza liha                                                                     | 4      | 44    | 10 | 6 | 28 | 44 | 175 | 36  | 2017–2019, od 2022 | 0      | 1      | 6     |
| II                                                                                                   | Persza liha                                                                      | 2      | 19    | 15 | 1 | 3  | 77 | 13  | 46  | 2016, 2021/22      | 2      | 0      | 2     |
| | Puchar Ukrainy                                                                   | 3      |       |    |   |    |    |     |     | od 2017/18         | 0      | 0      | 1/2 f |
| Ukraina                                                                                              | Bilans występów klubu w rozgrywkach piłkarskich Ukrainy (Stan na 1 maja 2023 r.) |        |       |    |   |    |    |     |     |                    |        |        |       |

## Piłkarki, trenerzy, prezydenci i właściciele klubu

### Trenerzy
| Lp. | Imię i nazwisko | Okres urzędowania | Okres urzędowania |
| --- | --------------- | ----------------- | ----------------- |
| 1.  | Ołena Kudzijewa | 01.01.2008        | obecnie           |

## Struktura klubu

### Stadion
Drużyna rozgrywa swoje mecze domowe na stadionie NTB SK Dnipro-1 w Dnieprze, który jest bazą sportowo-szkoleniową klubu z pojemnością 1.000 widzów. Znajduje się w dzielnicy mieszkalnej na obrzeżach miasta Dniepr. Został zbudowany w 1971 roku. W 2005 roku dobudowano dwa dodatkowe budynki. Znajduje się 14 km od międzynarodowego lotniska w Dnieprze.. Wcześniej grał na stadionie Stadion Parku Mołodiżny w Dnieprze, który może pomieścić 1.000 widzów.

## Kibice i rywalizacja z innymi klubami

### Derby
- Dynamo Kijów
- Ateks Kijów